# 광운대학교

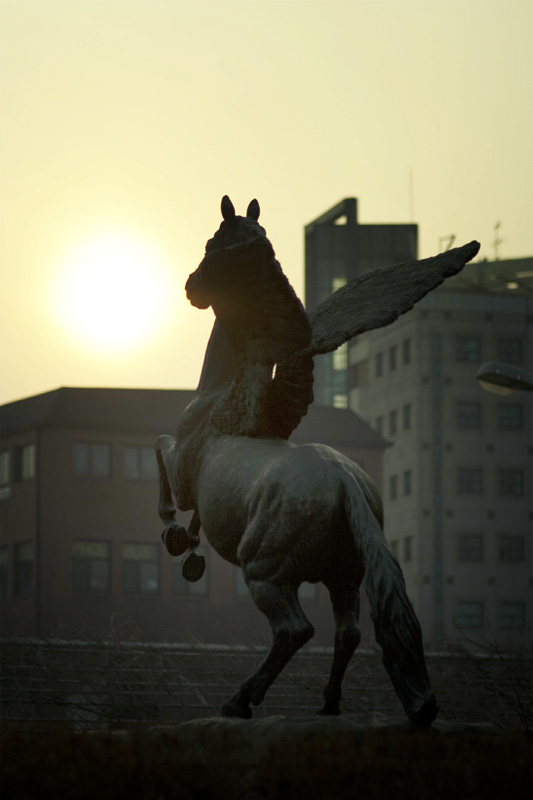
광운대학교의 상징인 비마상

광운대학교(光云大學校, 영어: Kwangwoon University)는 대한민국 서울특별시 노원구 월계동에 위치한 사립 종합 대학이다.
1934년, 조광운이 설립한 대한민국 최초의 전자공학  교육 기관인 조선무선강습소를 모태로 한다. 현재는 학교법인 광운학원이 운영하며, 7개의 단과대학, 7개의 대학원으로 구성된다. 국문 약칭은 광운대(光云大)와 광대(光大)가 쓰이며, 영문 약칭으로 KWANGWOON과 KW 그리고 KWU 가 쓰인다. 제142학군단이 설치되어 있으며, 정보과학연구원과 소프트웨어중심사업단 등 대학 특성화에 따른 연구 기관과 사업단을 설립하여 운영 중이다.

## 역사
해당 문단에서의 연대기 구분은 광운학원의 구분을 따랐다.
광운대학교는 1934년 조광운이 설치한 조선무선강습소가 모태이다. 해방 이후인 1964년, 광운전자공과대학으로, 정식 고등교육기관으로 설치되었으며, 1987년 종합대학인 광운대학교로 승격하게 된다.

### 1934년~1963년
조선무선강습소 개소부터, 대학기관인 광운전자공과대학으로 설립되기 이전, 조선무선공학원으로 운영되기까지를 창립기라고 한다. 1920년경, 일제강점기 시절, 일본 본토로 건너가 근현대의 문물의 가치를 알아본 조광운은, 1923년 한반도에 귀국하여 얼마간의 자본으로 전기상회를 설립한다. 조광운은 전기와 전자제품 지식이 부족한 사람들을 보고, 관련 분야에 대한 체계적인 기술인력 양성의 필요성에 주목하였고, 1934년부터 상회 내에서 전기와 전파에 대한 자체적인 교육이 시작되게 되었는 데, 이것이 조선무선강습소의 시작이다. 일본인 강사까지 초빙하여 체계적인 교육이 될 수 있도록 했고, 교육과정 기간은 1년으로 했다. 다만, 시대적 여건과 사회적 인식 상, 정식 교육기관급 규모의 교육을 실시하기에 무리가 있었다. 따라서 1940년, 강습소를 조선무선공학원으로 개편시킨다. 이는 유능한 강사진을 확보하고, 교육과정을 체계적으로 하기 위한 목적이었다. 1945년 일제강점기가 해제되고, 정식 교육기관으로 등록을 위해 조광한 등은 각고의 노력을 기울였다. 1947년. 자본을 모아 재단법인을 출연하고, 당해 4월, 조선무선중학교(조선무선초급중학교)를 개교한다. 설립한 학교의 규모가 커짐에 따라, 법인 역시 규모가 커졌고, 최고교육기관 설립을 꿈꾸던 법인은 1962년, 대학설립 신청을 교육 당국에 제출한다. 당해 3월 31일 설립 허가가 떨어져 현재 광운대학교의 직접적인 모태인 동국전자초급대학을 설립했다. 학교가 발전함에 따라 현재의 광운대학교 교사 위치에 동국전자공과대학 설립을 1963년 교육당국에 신청하여 이듬해 설립 허가를 받는다. 이에 따라, 동국전자초급대학은 야간대학으로 전환되어 운영되었으며, 명칭 역시, 동국전자공과대학 병설 동국전자초급대학으로 변경되었다. 병설 초급대학은 이후 동국전자공과대학이 광운전자공과대학으로 변경되고 2년 후인 1966년까지 초급대학으로써 교육에 전념했다.

### 1964년~1986년
동국전자공과대학이 설치되고, 교명을 광운전자공과대학으로 변경하면서, 종합대학인 광운대학교로 승격하기 이전, 광운대학 시절 까지를 발전기라고 한다. 동국전자공과대학 설립 절차를 거쳐, 4년제 공학 특성화 대학으로 교육편제가 안정화된 1966년부터, 대학은 3개년 계획을 실시하여 교육기관의 특성화와 고도화를 꾀한다. 공학 전 분야에 걸친 체계적 교육을 실시할 수 있는 교육기관을 이상으로 잡았고, 대학 발전의 기본적인 방향을 제시했다. 이후 1969년부터 1972년까지 2차 3개년 계획을 실시하여 종합대학으로 발전을 준비하는 등, 대학 발전을 위해 대학본부와 법인에서 온 힘을 쏟았던 시기가 이 발전기이다. 그러나 대내외적인 사정으로 당장의 종합대학 승격은 요원해 보였는데, 이에 대학본부는 학내 기획실을 설치하고, 1970년부터 기존의 3개년 계획을 확장시켜, 5개년, 10개년 계획 등으로 수립하기 시작했다. 이에 따라 대학 캠퍼스의 시설부터, 교육과정을 준비하고, 대대적인 발전이 도모되었다. 이에 따라 1976년 광운공과대학으로 교명을 변경하고, 1981년이후 박정희 정부의 유신 조치 등이 해제되는 등, 대내외적 승격 요구가 있자, 본격적으로 종합대학 승격을 준비하기 시작한다. 1981년부터 5개년 계획이 수립되어 1986년까지 종합대학을 준비하였고, 더 이상 공학계열 특성화 단과대학이 아닌, 다양한 학문이 편제되고, 연구가 진행될 수 있다는 자신감을 표출하기 위해, 1983년부터 광운대학으로 교명을 변경하였다. 이후 1983년 들어, 학내 자유화 물결에 따라 각종 학생 복지를 위해 조치를 취했고, 부조리한 문제점을 청산하기 위해 노력했다.

### 1987년~2003년
종합대학인 광운대학교부터, 2003년까지를 도약기라고 한다. 1987년 10월 19일, 교육 당국으로부터 종합대학으로 승격을 허가받고, 광운대학교로 교명을 변경한다. 승격 이후, 제2캠퍼스 설치 계획과 발전 계획을 수립하여 학교의 본격적인 도약을 준비했다. 종합대학으로서, 해외 대학과의 교류를 확충하고, BK-21사업 등 국책 사업에 선정되는 등 발전 성과가 있었다. 이 외에도 총학생회를 중심으로 한 학생들의 학내 민주화 요구를 수용하기 위해 노력하였고, 대학본부는 학내 부조리를 해결하기 위해 노력을 기울였다. 광운대학교의 모태인 조선무선강습소부터, 직접적인 전신인 동국전자공과대학 시절부터 이어져 내려온 광운대학교의 전자·정보통신·공학 분야의 연구력을 이용하여, 정부통신분야의 특성화를 꾀하게 된다. 종합대학 시기에 이루어진 이 시도는, 1997년부터 본격적으로 시작되어 2003년까지 계속되었고, 현재의 광운대학교가 대한민국 정보통신 연구 분야에서 선구자 역할을 할 수 있도록 지대한 공헌을 하게 되었다. 한편, 2000년 9월 7일, 새천년을 맞이하여 신규 UI를 선포했다.

### 2004년~현재
광운학원 창립 70주년인 2004년부터, 현재까지를 성장기라고 한다. 학교법인 광운학원은 창립 70주년을 맞아 투명하고 공정한 경영으로 학교 발전을 견인할 것을 다짐했다. 한편, 발전을 거듭하고 있는 광운대학교는, 2020년 취·창업 대학평가 종합10위, 2020 라이덴 랭킹(교수 논문의 질 평가인 Leiden Ranking) 상위1%, 2018년 창업 공간 규모 전국 대학 1위, 2014~2015 QS 아시아 대학 평가 ICT분야 특성화 56위, 2016 삼성전자 임원배출 대학 톱10 대학, 2013 서울시내 주요대학 중 취업률 7위, 2013 동아일보 청년드림 대학평가 최우수대학, 2011~2012 중앙일보 전국 대학 종합평가에서 28위(전임교원 1인당 외부연구비 실적2위, 논문게재 실적 3년연속 2위) 차지하는 등, 학교의 비약적인 성장세를 보여주었다. 2008년 교육역량강화사업, 2005년 수도권 대학 특성화 지원사업 등 교육부가 실시하는 국책사업도 지속적으로 선정되는 등, 대학의 경쟁력이 있음을 과시했다. 2024년 5월20일에는 개교 90주년을 맞이하였다. 

## 학장과 총장
광운전자공과대학, 광운공과대학과 광운대학 시절에는 학장이 임명되다 종합대학으로 승격된 1988년, 인문사회과학대학의 조무성 교수부터 총장이 임명되고 있다.
광운대학교 총장은 교수 등 교직원의 업무를 감독하고, 교무를 총괄하며 학생을 지도하고 학교를 대표한다. 학교법인 광운학원 이사장이 임명한다. 임기는 4년이다.

### 학장
| 역대                  | 이름                  | 임기                  | 비고                                              |
| 광운전자공과대학 학장 | 광운전자공과대학 학장 | 광운전자공과대학 학장 | 광운전자공과대학 학장                             |
| --------------------- | --------------------- | --------------------- | ------------------------------------------------- |
| 초대                  | 조웅천                | 1964년-1971년         |                                                   |
| 제2대                 | 서정홍                | 1971년-1972년         |                                                   |
| 제3대                 | 김영권                | 1972년-1976년         |                                                   |
| 광운공과대학 학장     |                       |                       |                                                   |
| 제4대                 | 전풍진                | 1976년-1981년         |                                                   |
| 광운대학 학장         |                       |                       |                                                   |
| 제5대                 | 양인응                | 1981년-1985년         | - 임기 중 광운공과대학에서 광운대학으로 교명 변경 |
| 제6대                 | 서국철                | 1985년-1988년         |                                                   |

### 총장
| 역대            | 이름            | 단과대학         | 임기            | 비고 |
| 광운대학교 총장 | 광운대학교 총장 | 광운대학교 총장  | 광운대학교 총장 | 광운대학교 총장 |
| --------------- | --------------- | ---------------- | --------------- | --- |
| 초대            | 조무성          | 인문사회과학대학 | 1988년-1992년   | - 종합대학 승격 후 최초의 총장 - 최초의 인문사회과학대학 출신 총장 - 학교법인 광운학원 이사장                                                                                         |
| 제2대           | 조무성          | 인문사회과학대학 | 1992년-1993년   | - 연임 |
| 제3대           | 윤성천          | 정책법학대학     | 1993년-1994년   | - 최초의 정책법학대학 출신 총장 |
| 제4대           | 강준길          | 전자정보공과대학 | 1994년-1997년   | - 최초의 전자정보공과대학 출신 총장 |
| 제5대           | 박영식          | 인문사회과학대학 | 1997년-2001년   | - 경남고등학교(졸업) - 연세대학교 철학과(학사) - 연세대학교 대학원 철학과(석사) - 에모리 대학교 대학원 철학과(박사) - 연세대학교 총장 - 대한민국 정부 제35대 교육부 장관              |
| 제6대           | 박영식          | 인문사회과학대학 | 2001년-2005년   | - 연임 |
| 제7대           | 이상철          | 전자정보공과대학 | 2005년-2009년   | - 경기고등학교(졸업) - 서울대학교 전기공학과(학사) - 버지니아 공과대학교 대학원 전기공학과(석사) - 듀크 대학교 대학원 공학(박사) - KT 대표이사 - 대한민국 정부 제48대 정보통신부 장관 |
| 제8대           | 김기영          | 경영대학         | 2009년-2013년   | - 최초의 경영대학 출신 총장 |
| 제9대           | 천장호          | 전자정보공과대학 | 2014년-2018년   | - 최초의 광운대학교 동문 출신 총장 - 서울고등학교(졸업) - 광운전자공과대학 전자공학과(학사)                                                                                           |
| 제10대          | 유지상          | 전자정보공과대학 | 2018년-2021년   | - 서울대학교 전자공학과(학사) - 한국대학사회봉사협의회 회장 |
| 제11대          | 김종헌          | 전자정보공과대학 | 2022년-2023년   | |
| 제12대          | 천장호          | 전자정보공과대학 | 2024년-2025년   | - 서울고등학교(졸업) - 광운전자공과대학 전자공학과(학사) - 스티븐스 공과대학 전자공학과(박사)                                                                                         |

## 교육편제
광운대학교는 전자·정보 공학 특성화 교육기관을 모태로 둔 대한민국의 종합대학이다. 그러한 만큼 관련 분야에 대한 연구와 교육이 활발히 진행되고 있다. 과거 종합대학의 지위에 걸맞게 자연과학, 인문사회 등 일부 순수학문에 대한 연구와 교육과정 역시 편제되어 있다.

### 학부
광운대학교는 2019년 기준 7개대학을 설립하여 학부 과정을 운용하고 있다. 전자, 소프트웨어, 공학 계열에 특성화에 맞추어 교육이 진행되고 있다. 또한, 광운대학교의 전자정보공과대학 및 전자공학과는 대한민국 최초이다. 정확히는 조선(한국)에 전자공학이라는 학문을 들여온 사람이 화도 조광운 박사이고, 전자공학이라는 학문을 조선(한국)에서 최초로 가르친 곳이 1934년에 설립된 광운대학교의 전신인 조선무선강습소라는 의미이다.

### 대학원
광운대학교는 일반대학원과 특수대학원 6대학원을 설립하여 총 7개 대학원 과정을 설치하고 있다.

## 학생 활동

### 광운대학교 총학생회
| 기간       | 2014년 41대 | 2015년 42대 | 2016년 43대 | 2017년 44대 | 2018년 45대 | 2019년 46대 |
| ---------- | ----------- | ----------- | ----------- | ----------- | ----------- | ----------- |
| 조직명     | 같이[:가치] | You心       | FILL        | 더 그린     | K:me[케미]  | 파노라마    |
| 총학생회장 | 김성진      | 한민구      | 최성훈      | 김성진      | 최한설      | 정효찬      |

광운대학교의 학생 조직을 이끄는 총괄조직이다. 과거에 학생 운동권의 21세기한국대학생연합측 인사들이 총학생회에 당선되는 일이 잦았으나, 현재는 비운동권 총학생회가 다수 당선되고 있다.

## 캠퍼스 풍경

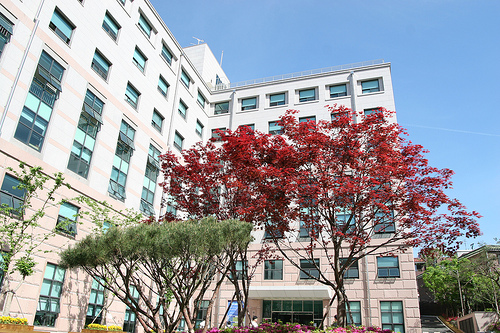
한울관 입구

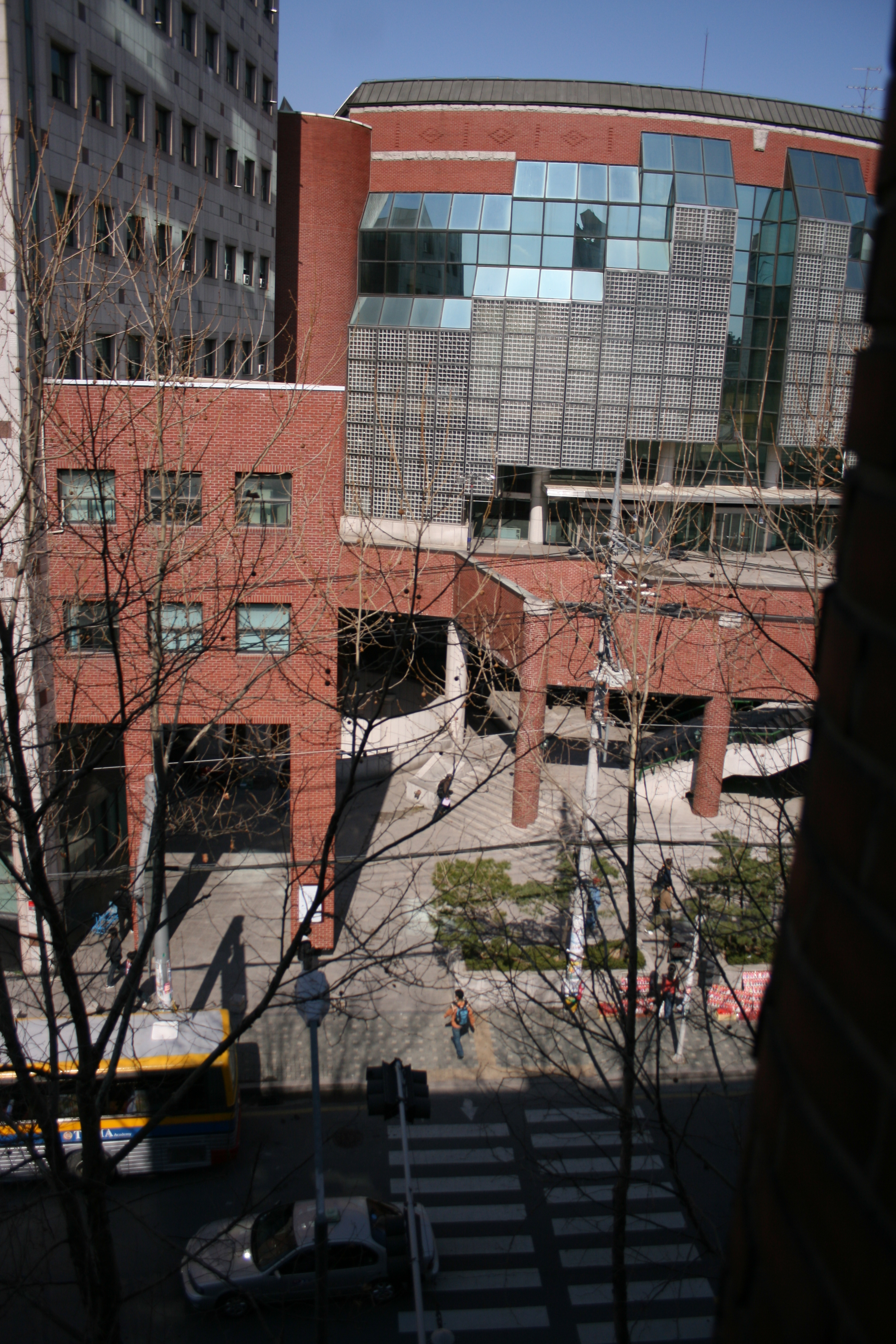
동해문화예술관 건물 전경

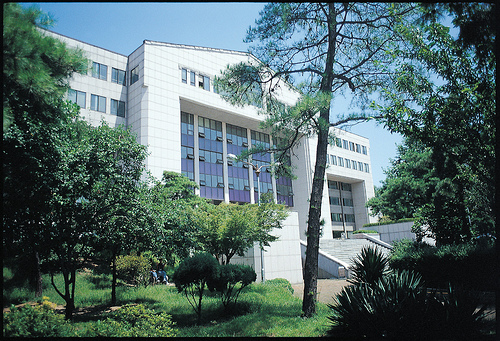
화도관 건물 전경

광운대학교는 서울특별시 노원구의 사립 대학으로, 월계동에 위치한다. 캠퍼스는 75,836m²로, 그 규모에 비하여는 다소 작은 편이다. 다만 시내 지구에 캠퍼스가 위치하여 교통편과 기반 시설 등은 잘 갖추어져 있는 편이다. 캠퍼스 근처에 수도권 전철 1호선 광운대역이 위치하며, 주거지역과 밀접한만큼 교육기관이 다수 위치한다. 같은 법인 내 기관인 광운중학교, 남대문중학교, 광운전자공업고등학교 등이 근처에 위치한다. 캠퍼스 내 시설의 경우, 전자정보공과대학과 공과대학은 비마관과 참빛관을 주로 사용하며, 새빛관의 경우 소프트웨어융합대학이, 한울관은 인문사회과학대학, 누리관은 경영대학 등이 주로 이용한다. 최근, 광운대학교 개교 80주년을 맞이하여 캠퍼스 미관 개선을 목적으로 녹지 조성을 위해 광운스퀘어를 조성한 바 있다.

### 중앙도서관
광운대학교 중앙도서관은, 1966년 개관한 광운전자공업대학 도서관이 그 모태다. 2018년 기준으로, 광운대학교 중앙도서관이 보유한 장서는 총 701,052권에 달하며, 이는 재학생 1인당 약 73.8권에 달하는 수치다.

### 동해문화예술관
연구관과 함께 대학 정문 앞에 우람한 원형 모양의 대형 문화전당으로 동해 조무성 초대총장이 기부한 일부 부지에 세워졌으며, 이에 그의 호(號)를 따 동해문화예술관으로 이름 지어졌다. 1991년 4월 기공하여 1994년 9월 29일 개관하였다. 지하 2층, 지상 4층, 연면적 14,728.67m²(4,455.42평)의 규모로 동해문화예술관의 주요 시설로는 지하에 국제 구격의 ICE RINK가 있으며 지하 1층에는 대규모 Food Court 및 Cafe가 있다. 지상 1층에는 국제 교육원과 398석 규모의 소극장, 그리고 2,3,4층에 위치한 2,016석 규모의 대극장 등 각종 문화공간이 입주하여 광운 문화의 중심지가 되고 있다.

### 행복기숙사
광운대학교 행복기숙사는(공공기숙사에서 2019년 행복기숙사로 변경) 기존 민자기숙사의 높은 기숙사비 문제를 해결하기 위해 학교법인 광운학원과 한국사학진흥재단이 공동 출자한 광운대학교행복기숙사유한회사를 설립하여 운영하고 있다. 행복기숙사는 남자기숙사(633명), 여자기숙사(344명) 총 977명을 수용하고 있고 생활관 학생 편의시설로는 세미나실(9개), 체력단련실(1개), 휴게실(각 층1개, 총14개), 무인택배함, 코인세탁·다림실(남여구분), 무인드라이크리닝, 공용 복합기 PC(2개), 공동취사실, 편의점 등을 갖추고 있다.

## 주변 주요 시설
- 광운대역
- 석계역
- 선곡초등학교
- 광운전자공업고등학교

## 같이 보기
- 광운학원
- 서울총장포럼
- 노원구